# Kawakami Bizan

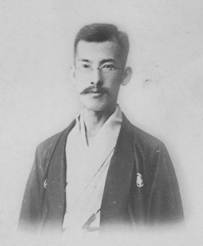
Kawakami Bizan

Kawakami Bizan (japanisch 川上眉山, eigentlich Kawakami Akira (川上亮), Künstlername Empa Sannin (煙波山人); geboren 16. April 1869 in Osaka; gestorben 15. Juni 1908) war ein japanischer Schriftsteller der Meiji-Zeit. Auf ihn geht  die sogenannte „Kannen-Schōsetsu“ (観念小説), etwa „Konzept-Novelle“, zurück.

## Leben und Werk
Kawakami Bizan studierte an der Universität Tōkyō. Er war befreundet mit Ozaki Kōyō und Yamada Bimyō und schloss sich Ende 1886 einer Gruppe an, die sich „Ken’yū-sha“ (勧誘社) nannte. Später ab etwa 1893, war er mit Schriftstellern befreundet, die für das Magazin „Bungakukai“ (文学界) schrieben. Ab etwa 1904 hatte er Kontakt zu einer Gruppe, die sich in der „Ryūdokai“ (竜土会) zusammengefunden hatte.
Kawakamis frühsten Werke zerfallen in zwei Kategorien: melodramatische Liebesgeschichten und kurze, farbige Beschreibungsstücke. Zur zweiten Kategorie gehört das „Futokoro Nikki“ (ふところ日記), etwa „Tagebuch der innersten Gefühle“, Reisebericht im Haibun-Stil, das als Kawakamis Meisterwerk gilt.
Seine Novellen wurden sehr pessimistisch, als er sich der Sozialkritik zuwandte und die zu seiner kurzen „Kannen“-Periode wurde. Diese Phase endete 1895 und brachte Werke wie „Ōsakazuki (大阪づき), Shokikan (書記官) und Uraomote (うらおもて)“ hervor. Kawakami erntete die größte Zustimmung gerade für diese Werke, die von einer Menschenverdrossenheit geprägt waren und an die Grenzen des gesellschaftlich erlaubten gingen. Die Werke in den Jahren 1902 bis 1903 spielen alle in ländlicher Umgebung, Sie können als Weiterentwicklung der Kannen-Shōsetsu zur gesellschaftsbezogenen Novelle angesehen werden. Die letzten Werke von 1903 bis 1907, „Kannon-iwa“ (観音岩) und „Zweifacher Obi“ (二重帯), zeigen Einflüsse des Naturalismus mit einer Konzentration auf Sex.
Als Schriftsteller bemühte sich Kawakami, sich von alten Mustern der Belletristik zu lösen. Zu oft sind allerdings seine Charakterisierungen stereotyp, seine Handlung romantisch, skizzenhaft und gelegentlich unglaubwürdig.
Kawakami starb, in den letzten Jahren zwar durch Selbstzweifel geschwächt, doch unerwartet 1908 durch Suizid.